# Leiopicus
Cet article court présente un sujet plus développé dans : Pic mahratte.
Genre
Leiopicus est un genre monotypique de pics (famille des Picidés) originaire du sous-continent indien.

## Liste des espèces
Selon la classification de référence du Congrès ornithologique international (version 6.4, 2016) :
- Leiopicus mahrattensis — Pic mahratte (Latham, 1801)
  - Leiopicus mahrattensis pallescens (Biswas, 1951)
  - Leiopicus mahrattensis mahrattensis (Latham, 1801)